# Certamen Internacional de Guitarra Clásica Julián Arcas
El Certamen Internacional de Guitarra Clásica Julián Arcas es un concurso internacional de guitarra organizado por Cajamar Caja Rural que se celebra anualmente en la provincia de Almería, Andalucía, España desde el año 2000 para la promoción de jóvenes valores de este instrumento y que lleva el nombre del guitarrista almeriense Julián Arcas (1832-1882). Se celebra en tres modalidades, por edades: Antonio de Torres, guitarristas hasta 13 años, José Tomás, entre los 13 y los 18 años de edad, y Julián Arcas.

## Objetivos
1. Consolidar a la provincia de Almería como una referencia internacional en lo que a guitarra clásica se refiere.
2. Dotar a Almería de un certamen de prestigio, que le permita posicionarse como destino para el turismo cultural.
3. Despertar en los más jóvenes el interés por la música culta, a la que tradicionalmente han tenido poco acceso.
4. Contribuir al estudio y la difusión de la obra del compositor almeriense Julián Arcas.
5. Enriquecer la amplia oferta cultural almeriense.
6. Contribuir al desarrollo artístico-musical, tanto desde el punto de vista didáctico, como creativo.
7. Premiar el esfuerzo de los jóvenes músicos.

## Historia
El director del Certamen es el guitarrista Juan Francisco Padilla Sorbas y el director artístico es el compositor Juan Cruz Guevara. En las ediciones anteriores han participado más de 800 guitarristas de 52 países.
Paralelamente al Certamen se suceden otras actividades como conciertos, exposiciones, teatro, ópera, publicaciones, sellos conmemorativos, clases de maestría, etc. Entre los músicos que han prestado su colaboración están Iván Rijos, Paco de Lucía, Tomatito, Niño Josele, Vicente Amigo, David Russell o El Cigala. En 2013 se celebra el I Concurso de Dibujo Infantil.

### Palmarés
- 2015 Andrea De Vitis (Italia)
- 2013 Mircea-Stefan Gogoncea (Rumanía)
- 2011 Andras Csaki (Hungría)
- 2010 Srdjan Bulat (Croacia)
- 2009 José Alejandro Córdova (Méjico)
- 2008 Mauro Zanatta (Italia)
- 2007 Rafael Aguirre Miñarro (España)
- 2006 Desierto
- 2005 Pablo Garibay López (México)
- 2004 Desierto
- 2003 José Escobar (Chile)
- 2002 Marcin Dylla (Polonia)
- 2001 Adriano del Sal (Italia)
- 2000 Desierto